# Zdeněk Krček
Zdeněk Krček (* 18. února 1961, Hradec Králové) je český římskokatolický kněz, děkan v Polné a papežský kaplan.
Své dětství prožil v Bystrém u Poličky, odkud pocházela jeho matka. Vystudoval Střední zemědělsko-technickou školu v Hořicích a po maturitě v roce 1980 absolvoval ještě dvouleté nástavbové studium v Prostějově. Později studoval ekonomii v Praze. Roku 1990 byl přijat do litoměřického teologického konviktu a v roce 1991 vstoupil do Arcibiskupského semináře v Praze. Po kněžském svěcení, které přijal 28. září 1996 v Hradci Králové, působil krátce jako farní vikář v Ústí nad Orlicí. V listopadu 1996 se stal administrátorem farnosti Polná a později tamním děkanem, jakož i administrátorem excurrendo farností Ždírec a Střítež. Dne 2. února 2009 jej papež Benedikt XVI. jmenoval kaplanem Jeho Svatosti a v dubnu téhož roku Zdeněk Krček získal Cenu města Polná za své zásluhy při opravě polenského kostela Nanebevzetí Panny Marie.